# Sportverein Meppen 1912 1990-1991
Questa voce raccoglie le informazioni riguardanti lo Sportverein Meppen 1912 nelle competizioni ufficiali della stagione 1990-1991.

## Stagione
Nella stagione 1990-1991 il Meppen, allenato da Rainer Persike, concluse il campionato di 2. Bundesliga al 16º posto. In Coppa di Germania il Meppen fu eliminato agli ottavi di finale dal Colonia.

## Rosa
| N. |                     | Ruolo | Calciatore        |
| -- | ------------------- | ----- | ----------------- |
| 22 | Germania (bandiera) | D     | Eckhard Vorholt   |
|    | Germania (bandiera) | P     | Manfred Kubik     |
|    | Germania (bandiera) | P     | Hermann Rülander  |
|    | Germania (bandiera) | D     | Horst Bruns       |
|    | Germania (bandiera) | D     | Bernd Deters      |
|    | Germania (bandiera) | D     | Frank Faltin      |
|    | Germania (bandiera) | D     | Andreas Helmer    |
|    | Germania (bandiera) | D     | Georg Overhoff    |
|    | Germania (bandiera) | C     | Torsten Abeln     |
|    | Germania (bandiera) | C     | Thomas Böttche    |
|    | Germania (bandiera) | C     | Bogdan Długajczyk |

| N. |                     | Ruolo | Calciatore            |
| -- | ------------------- | ----- | --------------------- |
|    | Germania (bandiera) | C     | Gerd Heuermann        |
|    | Germania (bandiera) | C     | Frank Klobke          |
|    | Germania (bandiera) | C     | Christian Korek       |
|    | Germania (bandiera) | C     | Jan Lewandowski       |
|    | Germania (bandiera) | C     | Helmut Rolfes         |
|    | Germania (bandiera) | C     | Werner Rusche         |
|    | Germania (bandiera) | C     | Manfred Schulte       |
|    | Germania (bandiera) | A     | Christoph Hanses      |
|    | Germania (bandiera) | A     | Josef Menke           |
|    | Germania (bandiera) | A     | Robert Thoben         |
|    | Germania (bandiera) | A     | Martin van der Pütten |

## Organigramma societario
Area tecnica
- Allenatore: Rainer Persike
- Allenatore in seconda:
- Preparatore dei portieri:
- Preparatori atletici:

## Calciomercato

### Sessione estiva
| Acquisti | Acquisti         | Acquisti     | Acquisti |
| R.       | Nome             | da           | Modalità |
| -------- | ---------------- | ------------ | -------- |
| A        | Christoph Hanses | Werder Brema |          |
| D        | Andreas Helmer   | Osnabrück    |          |
| C        | Christian Korek  | Norimberga   |          |
| P        | Manfred Kubik    | Uerdingen 05 |          |

| Cessioni | Cessioni         | Cessioni      | Cessioni |
| R.       | Nome             | a             | Modalità |
| -------- | ---------------- | ------------- | -------- |
| D        | Paul Caligiuri   | Hansa Rostock |          |
| C        | Jörg Kretzschmar | Hannover 96   |          |
| D        | Eckhard Vorholt  | Uerdingen 05  |          |

### Sessione invernale
| Acquisti | Acquisti | Acquisti | Acquisti |
| R.       | Nome     | da       | Modalità |
| -------- | -------- | -------- | -------- |

| Cessioni | Cessioni | Cessioni | Cessioni |
| R.       | Nome     | a        | Modalità |
| -------- | -------- | -------- | -------- |

## Risultati

### 2. Bundesliga

#### Girone di andata
| Arbitro: | Löwer |

|                      |           |  |
| Menke 35’ Hanses 49’ | Marcatori |  |

| Arbitro: | Berg |

|                |           |            |
| Spies 32’, 51’ | Marcatori | 79’ Thoben |

| Arbitro: | Fröhlich |

|                           |           |          |
| Hanses 52’ Długajczyk 57’ | Marcatori | 89’ Reuß |

| Arbitro: | Buchhart |

|                      |           |            |
| Hönnscheidt 63’, 85’ | Marcatori | 84’ Hanses |

| Arbitro: | Strigel |

|  |           |            |
|  | Marcatori | 5’ Tönnies |

| Arbitro: | Domberg |

|           |           |            |
| Weber 52’ | Marcatori | 30’ Hanses |

| Meppen 31 agosto 1990, ore 19:00 CEST 7ª giornata | Meppen   | 0 – 0 referto | Waldhof Mannheim | Hindenburgstadion (3 500 spett.)\| Arbitro: \| Blüthgen \| |
| Arbitro:                                          | Blüthgen |               |                  |                                                            |

| Arbitro: | Dardenne |

|                                  |           |                       |
| Dezelak 5’ Basler 13’ Strube 43’ | Marcatori | 55’ Thoben 88’ Hanses |

| Arbitro: | Rubel |

|                 |           |  |
| Deters 36’, 88’ | Marcatori |  |

| Arbitro: | Kentsch |

|                |           |  |
| Eichenauer 30’ | Marcatori |  |

| Arbitro: | Führer |

|                    |           |                    |
| van der Pütten 82’ | Marcatori | 12’ Marin 45’ Keim |

| Arbitro: | Gangkofer |

|                     |           |  |
| Fuhl 14’ Preetz 75’ | Marcatori |  |

| Arbitro: | Schmidt |

|                                     |           |  |
| Klobke 18’ Menke 68’ Długajczyk 74’ | Marcatori |  |

| Arbitro: | Strigel |

|                            |           |  |
| Adler 25’ Schlumberger 71’ | Marcatori |  |

| Arbitro: | Holst |

|            |           |            |
| Hanses 40’ | Marcatori | 69’ Kügler |

| Braunschweig 27 ottobre 1990, ore 15:00 CET 16ª giornata | Eintracht Braunschweig | 0 – 0 referto | Meppen | Stadion an der Hamburger Straße (6 000 spett.)\| Arbitro: \| Malbranc \| |
| Arbitro:                                                 | Malbranc               |               |        |                                                                          |

| Arbitro: | Broska |

|                     |           |                |
| Wawrzyniak 35’, 45’ | Marcatori | 7’, 17’ Thoben |

| Arbitro: | Jansen |

|            |           |            |
| Thoben 32’ | Marcatori | 75’ Jursch |

| Arbitro: | Heynemann |

|                         |           |  |
| Heisig 32’ Wójcicki 49’ | Marcatori |  |

#### Girone di ritorno
| Arbitro: | Fux |

|            |           |  |
| Prange 27’ | Marcatori |  |

| Arbitro: | Dellwing |

|                                             |           |                          |
| Rusche 10’ (rig.) Menke 42’, 52’ Hanses 72’ | Marcatori | 17’ (rig.) Schlotterbeck |

| Arbitro: | Best |

|  |           |            |
|  | Marcatori | 67’ Klobke |

| Arbitro: | Kuhne |

|           |           |                     |
| Menke 28’ | Marcatori | 84’ (rig.) Biagioli |

| Arbitro: | Albrecht |

|                                           |           |  |
| Tönnies 50’ Struckmann 52’ Kober 78’, 84’ | Marcatori |  |

| Arbitro: | Brückner |

|            |           |           |
| Thoben 57’ | Marcatori | 19’ Azima |

| Arbitro: | Amerell |

|            |           |            |
| Hecking 8’ | Marcatori | 82’ Klobke |

| Arbitro: | Domberg |

|           |           |  |
| Menke 43’ | Marcatori |  |

| Arbitro: | Lehnardt |

|                        |           |  |
| Schlipper 31’ Flad 37’ | Marcatori |  |

| Arbitro: | Assenmacher |

|                            |           |                |
| Heuermann 8’ Heß 9’ (aut.) | Marcatori | 59’ Eichenauer |

| Arbitro: | Kuhne |

|                                |           |  |
| Cayasso 6’ Imhof 12’ Marin 22’ | Marcatori |  |

| Meppen 21 aprile 1991, ore 15:00 CEST 31ª giornata | Meppen | 0 – 0 referto | Saarbrücken | Hindenburgstadion (4 500 spett.)\| Arbitro: \| Broska \| |
| Arbitro:                                           | Broska |               |             |                                                          |

| Homburg 4 maggio 1991, ore 15:00 CEST 32ª giornata | Homburg  | 0 – 0 referto | Meppen | Waldstadion (1 100 spett.)\| Arbitro: \| Fröhlich \| |
| Arbitro:                                           | Fröhlich |               |        |                                                      |

| Meppen 12 maggio 1991, ore 15:00 CEST 33ª giornata | Meppen | 0 – 0 referto | Blau-Weiß Berlin | Hindenburgstadion (4 000 spett.)\| Arbitro: \| Jansen \| |
| Arbitro:                                           | Jansen |               |                  |                                                          |

| Arbitro: | Prengel |

|  |           |            |
|  | Marcatori | 61’ Thoben |

| Arbitro: | Domurat |

|            |           |  |
| Thoben 90’ | Marcatori |  |

| Meppen 2 giugno 1991, ore 15:00 CEST 36ª giornata | Meppen | 0 – 0 referto | Oldenburg | Hindenburgstadion (11 000 spett.)\| Arbitro: \| Ronig \| |
| Arbitro:                                          | Ronig  |               |           |                                                          |

| Arbitro: | Steinborn |

|                            |           |                     |
| Wollitz 9’, 90’ Lellek 67’ | Marcatori | 6’ Menke 32’ Thoben |

| Arbitro: | Boos |

|           |           |            |
| Menke 64’ | Marcatori | 75’ Heisig |

### Coppa di Germania
| Arbitro: | Schäfer |

|  |           |                               |
|  | Marcatori | 5’ Menke 80’ Thoben 81’ Korek |

| Arbitro: | Assenmacher |

|                           |           |  |
| Thoben 42’ Długajczyk 75’ | Marcatori |  |

| Arbitro: | Wittke |

|             |           |  |
| Greiner 43’ | Marcatori |  |

## Statistiche

### Statistiche di squadra
| Competizione      | Punti | In casa | In casa | In casa | In casa | In casa | In casa | In trasferta | In trasferta | In trasferta | In trasferta | In trasferta | In trasferta | Totale | Totale | Totale | Totale | Totale | Totale | DR |
| Competizione      | Punti | G       | V       | N       | P       | Gf      | Gs      | G            | V            | N            | P            | Gf           | Gs           | G      | V      | N      | P      | Gf     | Gs     | DR |
| ----------------- | ----- | ------- | ------- | ------- | ------- | ------- | ------- | ------------ | ------------ | ------------ | ------------ | ------------ | ------------ | ------ | ------ | ------ | ------ | ------ | ------ | -- |
| 2. Bundesliga     | 34    | 19      | 8       | 9       | 2       | 23      | 11      | 19           | 2            | 5            | 12           | 12           | 31           | 38     | 10     | 14     | 14     | 35     | 42     | -7 |
| Coppa di Germania | -     | 1       | 1       | 0       | 0       | 2       | 0       | 2            | 1            | 0            | 1            | 3            | 1            | 3      | 2      | 0      | 1      | 5      | 1      | +4 |
| Totale            | 34    | 20      | 9       | 9       | 2       | 25      | 11      | 21           | 3            | 5            | 13           | 15           | 32           | 41     | 12     | 14     | 15     | 40     | 43     | -3 |

### Andamento in campionato
| Giornata  | 1 | 2 | 3 | 4 | 5  | 6  | 7  | 8  | 9  | 10 | 11 | 12 | 13 | 14 | 15 | 16 | 17 | 18 | 19 | 20 | 21 | 22 | 23 | 24 | 25 | 26 | 27 | 28 | 29 | 30 | 31 | 32 | 33 | 34 | 35 | 36 | 37 | 38 |
| --------- | - | - | - | - | -- | -- | -- | -- | -- | -- | -- | -- | -- | -- | -- | -- | -- | -- | -- | -- | -- | -- | -- | -- | -- | -- | -- | -- | -- | -- | -- | -- | -- | -- | -- | -- | -- | -- |
| Luogo     | C | T | C | T | C  | T  | C  | T  | C  | T  | C  | T  | C  | T  | C  | T  | T  | C  | T  | T  | C  | T  | C  | T  | C  | T  | C  | T  | C  | T  | C  | T  | C  | T  | C  | C  | T  | C  |
| Risultato | V | P | V | P | P  | N  | N  | P  | V  | P  | P  | P  | V  | P  | N  | N  | N  | N  | P  | P  | V  | V  | N  | P  | N  | N  | V  | P  | V  | P  | N  | N  | N  | V  | V  | N  | P  | N  |
| Posizione | 4 | 9 | 6 | 7 | 10 | 12 | 11 | 15 | 13 | 14 | 16 | 16 | 15 | 15 | 15 | 15 | 15 | 15 | 16 | 18 | 16 | 16 | 15 | 17 | 17 | 15 | 15 | 16 | 16 | 16 | 15 | 16 | 17 | 16 | 15 | 14 | 16 | 16 |

Legenda:

Luogo: C = Casa; T = Trasferta. Risultato: V = Vittoria; N = Pareggio; P = Sconfitta.

### Statistiche dei giocatori
| Giocatore         | 2. Bundesliga | 2. Bundesliga | 2. Bundesliga | 2. Bundesliga | Coppa di Germania | Coppa di Germania | Coppa di Germania | Coppa di Germania | Totale   | Totale | Totale      | Totale     |
| Giocatore         | Presenze      | Reti          | Ammonizioni   | Espulsioni    | Presenze          | Reti              | Ammonizioni       | Espulsioni        | Presenze | Reti   | Ammonizioni | Espulsioni |
| ----------------- | ------------- | ------------- | ------------- | ------------- | ----------------- | ----------------- | ----------------- | ----------------- | -------- | ------ | ----------- | ---------- |
| T. Abeln          | 4             | 0             | 0             | 0             | 0                 | 0                 | 0                 | 0                 | 4        | 0      | 0           | 0          |
| H. Bruns          | 19            | 0             | 5             | 0             | 0                 | 0                 | 0                 | 0                 | 19       | 0      | 5           | 0          |
| T. Böttche        | 28            | 0             | 4             | 0             | 3                 | 0                 | 0                 | 0                 | 31       | 0      | 4           | 0          |
| B. Deters         | 31            | 2             | 9             | 0             | 3                 | 0                 | 0                 | 0                 | 34       | 2      | 9           | 0          |
| B. Długajczyk     | 30            | 2             | 5             | 0             | 3                 | 1                 | 0                 | 0                 | 33       | 3      | 5           | 0          |
| F. Faltin         | 20            | 0             | 5             | 1             | 1                 | 0                 | 0                 | 0                 | 21       | 0      | 5           | 1          |
| C. Hanses         | 27            | 7             | 5             | 0             | 2                 | 0                 | 0                 | 0                 | 29       | 7      | 5           | 0          |
| A. Helmer         | 34            | 0             | 7             | 0             | 2                 | 0                 | 0                 | 0                 | 36       | 0      | 7           | 0          |
| G. Heuermann      | 27            | 1             | 5             | 1             | 1                 | 0                 | 0                 | 0                 | 28       | 1      | 5           | 1          |
| F. Klobke         | 34            | 3             | 9             | 0             | 3                 | 0                 | 0                 | 0                 | 37       | 3      | 9           | 0          |
| C. Korek          | 18            | 0             | 5             | 0             | 3                 | 1                 | 2                 | 0                 | 21       | 1      | 7           | 0          |
| M. Kubik          | 35            | 0             | 3             | 0             | 3                 | 0                 | 0                 | 0                 | 38       | 0      | 3           | 0          |
| J. Lewandowski    | 8             | 0             | 1             | 0             | 0                 | 0                 | 0                 | 0                 | 8        | 0      | 1           | 0          |
| J. Menke          | 37            | 8             | 1             | 0             | 3                 | 1                 | 0                 | 0                 | 40       | 9      | 1           | 0          |
| G. Overhoff       | 1             | 0             | 0             | 0             | 0                 | 0                 | 0                 | 0                 | 1        | 0      | 0           | 0          |
| H. Rolfes         | 21            | 0             | 2             | 0             | 2                 | 0                 | 0                 | 0                 | 23       | 0      | 2           | 0          |
| W. Rusche         | 26            | 1             | 7             | 0             | 2                 | 0                 | 0                 | 0                 | 28       | 1      | 7           | 0          |
| H. Rülander       | 3             | 0             | 0             | 0             | 0                 | 0                 | 0                 | 0                 | 3        | 0      | 0           | 0          |
| M. Schulte        | 25            | 0             | 7             | 0             | 2                 | 0                 | 1                 | 0                 | 27       | 0      | 8           | 0          |
| R. Thoben         | 35            | 9             | 2             | 0             | 3                 | 2                 | 0                 | 0                 | 38       | 11     | 2           | 0          |
| E. Vorholt        | 7             | 0             | 0             | 0             | 0                 | 0                 | 0                 | 0                 | 7        | 0      | 0           | 0          |
| M. van der Pütten | 16            | 1             | 0             | 0             | 1                 | 0                 | 0                 | 0                 | 17       | 1      | 0           | 0          |